# 사이먼 그리네우스

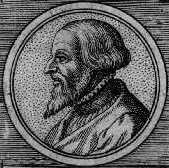
사이먼 그리네우스(Simon Grynaeus)

사이먼 그리네우스 (Simon Grynaeus, 1493년 - 1541년 8월 1일)는 독일 학자이자 신학자의 프로테스탄트 종교개혁가이다. 칼빈은 그에게 로마서 서문에서 간결성과 용이성이라는 칼빈의 해석학을 제안하였다. 사이먼은 바젤의 개혁자 외콜람파디우스의 후계자로 지목되었고, 멜랑히톤 및 칼뱅과 교제하며 그의 학자적 탁월성을 인정받은 신학자였다.

## 생애
그리네우스는 1493년 독일의 스와비아 베링켄 지역의 농부인 야곱 그리너(Jacob Gryner)의 아들로 태어났고, 인문주의자 요하네스 로이힐린의 고향인 포르츠하임 지역 라틴어 학교 입학한다. 1511년에 비엔나 대학교에 진학하여 4년간 공부하여 학위를 받았다. 이후 부다페스트의 문법학교 교장직을 수락하지만 루터의 개혁정신에 반대하는 무리들에 의해 투옥되고 결국 도시를 떠나게 된다. 이런 피난중에 1523년에 결혼을 하게 되고 비텐베르크에 이주한다.다음해에는 하이델베르크 대학교 교수가 된다. 그때 칼슈타트를 만난 이후에 루터의 성찬시 그리스도의 몸이 실재로 빵 위에서, 속에, 그리고 함께 공재한다는 공재설보다는 츠빙글리의 상징설에 자신의 견해를 동의한다. 사이먼을 바젤의 헬라문헌 교수직으로 앉히려고 외콜람파디우스가 1529년에 초빙되어 거기서 여생을 보냈다. 사이먼이 영국을 방문했을 때 헨리8세의 이혼을 찬성하는 일에 협력함으로 토마스 모어의 정치적 입김에 의해 영국을 떠나기도 했다. 1535년 7월에 바젤로 돌아온 사이먼은 36년에 신학부 교수직에 들어가 헬라어 신약과 로마서를 강의했다.
그는 또한 보름스 회의에 스위스 대표자로 참석할만큼 공인된 권위를 가졌고 개혁주의 신학을 바젤에 정착시킨 인물이다. 그는 칼빈과의 관계에서 해석학 방법론에 서로 대화를 나누었다. 1537년 칼빈의 첫 주석인 로마서를 그에게 헌정을 서문에서 보여준다. 두 해석자는 주석가의 가장좋은 방법으로 간결성과 용이성의 방법에 의견의 일치를 보았다.

## 같이 보기
- 간결성과 용이성
- 장 칼뱅

## 참고 문헌
- 본 문서에는 현재 퍼블릭 도메인에 속한 브리태니커 백과사전 제11판의 내용을 기초로 작성된 내용이 포함되어 있습니다. 이 작업에는 차례로 인용한다:
  - 피에르다, Dictionnaire
  - W.T.Streuber 에 Hauck's Realencyklopädie (1899)
  - Streuber, S.Grynaei epistolae,참고 문헌(1847년)